# Past // Present // Future
Past // Present // Future (englisch Vergangenheit // Gegenwart // Zukunft) ist das erste Studioalbum der US-amerikanischen Pop-Punk-Band Meet Me at the Altar. Es erschien am 10. März 2023 über Fueled by Ramen.

## Entstehung
Meet Me at the Altar wurden im Oktober 2020 vom Plattenlabel Fueled by Ramen unter Vertrag genommen und veröffentlichten dort ein Jahr später die EP Model Citizen. Im Januar 2022 verkündete die Band, dass ihr Debütalbum noch im Jahre 2022 erscheinen soll. Noch während der Aufnahmen musste die Veröffentlichung auf „Anfang 2023“ verschoben werden. Produziert wurde Past // Present // Future von John Fields. Roye Robley mischte das Album und übernahm auch das Mastering. Musikvideos wurden für die Lieder Say It (to My Face), Kool und T.M.I. veröffentlicht. Der Albumtitel ist laut der Band eine Hommage an die Musik, die die drei Musikerinnen während des Heranwachsens liebten, während sie ihr Leben in modernen Zeiten, Klänge und Erfahrungen reflektieren.
Am 19. Januar 2023 traten Meet Me at the Altar mit ihrer Single Say It (to My Face) in der TV-Show The Late Show with Stephen Colbert auf. Darüber hinaus wurde das Lied Say It (to My Face) für eine TV-Werbung der Fast-Food-Kette Taco Bell verwendet. Für den 23. September 2023 kündigte die Band eine „Deluxe Edition“ des Albums mit vier Bonustiteln an, darunter eine Coverversion des Liedes Take Me Away aus dem Film Freaky Friday – Ein voll verrückter Freitag, welches im Original von Christina Vidal gesungen wurde.

## Titelliste
| Reguläre Version 1. Say It (to My Face) – 2:39 2. Try – 3:03 3. Kool – 2:11 4. T.M.I. – 2:45 5. Same Language – 2:34 6. A Few Tomorrows – 2:52 7. Need Me – 2:57 8. It’s Over for Me – 2:21 9. Thx 4 Nothin’ – 2:43 10. Rocket Science – 3:34 11. King of Everything – 2:26 | Bonustitel der Deluxe Edition 1. Give It Up – 2:56 2. Take Me Away – 3:07 3. Strangers – 2:34 |

## Rezeption
Mia Hughes vom New Musical Express schrieb, dass die „zuvor mit Pop-Punk assoziierte Band ihren Blick auf ein weiteres verleumdetes Genre dreht, dieses mit einer Neugierde behandelt, die pure Magie kreiert“. Hughes vergab vier von fünf Punkten. Laut Caitlin Chatterton vom Onlinemagazin The Line of Best Fit hat die Band „ihren Platz zementiert als Champions des alten Pop-Punks, der für die neue Generation neu verpackt und modelliert wurde“. Chatterton bewertete das Album mit sieben von zehn Punkten.